# Sema Aydemir
Sema Aydemir, coniugata Apak (Bursa, 17 agosto 1985), è un'ex ostacolista e multiplista turca.

## Biografia
All'inizio della sua carriera Aydemir si è approcciata alle prove multiple, successivamente si è concentrata soprattutto sulle prove ad ostacoli e di velocità, vincendo alcune medaglie a manifestazioni internazionali nelle staffette. Con la staffetta nazionale ha anche preso parte alle semifinali dei Giochi olimpici di Londra del 2012.
È stata sposata al martellista turco Eşref Apak dal 2005 al 2017, da cui ha avuto un figlio.
Dopo il ritiro dallo sport, ha preso parte ad alcuni programmi televisivi nazionali come Survivor.

## Palmarès
| Anno | Manifestazione                    | Sede      | Evento         | Risultato | Prestazione | Note |
| ---- | --------------------------------- | --------- | -------------- | --------- | ----------- | ---- |
| 2011 | Universiadi                       | Shenzhen  | 400 m hs       | Batteria  | 57"53       |      |
| 2012 | Europei                           | Helsinki  | 400 m hs       | Batteria  | 58"93       |      |
| 2012 | Europei                           | Helsinki  | 4×400 m        | dq        | 3'34"70     |      |
| 2012 | Giochi olimpici                   | Londra    | 4×400 m        | Batteria  | 3'34"71     |      |
| 2013 | Giochi del Mediterraneo           | Mersin    | 4×100 m        | 5ª        | 46"24       |      |
| 2013 | Giochi del Mediterraneo           | Mersin    | 4×400 m        | Argento   | 3'43"61     |      |
| 2013 | Universiadi                       | Kazan'    | 4×400 m        | 4ª        | 3'40"68     |      |
| 2013 | Giochi della solidarietà islamica | Palembang | Salto in lungo | Bronzo    | 5,71 m      |      |
| 2013 | Giochi della solidarietà islamica | Palembang | 4×100 m        | Oro       | 46"59       |      |
| 2013 | Giochi della solidarietà islamica | Palembang | 4×400 m        | Argento   | 3'53"26     |      |

## Altre competizioni internazionali
2011
- 4ª nella First League degli Europei a squadre ( Smirne), 4×100 m - 44"71